# Donne e arena
Donne e arena (Camelia) è un film drammatico messicano del 1953 diretto da Roberto Gavaldón.
Il film, in bianco e nero, è una moderna rielaborazione cinematografica del romanzo La signora delle camelie di Alexandre Dumas figlio. Camelia Peral è una cortigiana che interpreta l'eroina di Dumas sul palcoscenico che sta morendo per un tumore al cervello. Si innamora del torero Rafael Torres, che la respinge.

## Trama
In una corrida, il torero Rafael Torres regala un toro alla famosa attrice messicana Camelia Peral (María Félix). Purtroppo lo spettacolo finisce in tragedia, perché Rafael rimane ferito dal toro. In pieno recupero, Rafael frequenta il teatro dove Camelia rappresenta La signora delle camelie con l'attore Armando (Carlos Navarro). In piena funzione, Rafael lascia cadere di proposito le stampelle su cui si appoggia per attirare l'attenzione della donna, ma lei lo prende in giro. Rafael scopre che Camelia è malata. La donna soffre di cancro terminale. Per vedere Camelia, Rafael riesce a convincere il Dr. Del Real (Miguel Ángel Ferriz) di affidargli la morfina di cui l'attrice ha bisogno. Anche Camelia è attratta da Rafael. Lo invita a una festa alla quale Rafael dichiara il suo amore. Diventato amante di Camelia, Rafael è geloso degli uomini che la circondano e della vita che la donna conduce, quindi decide di lasciarla, inviandole una lettera d'addio. Camelia, visibilmente colpita dall'abbandono dell'amato e sopraffatta dalla sua malattia, non si concentra più sulla recitazione, decidendo di seguirlo nei villaggi in cui il torero combatte. Nel Ranch di Santín, sono visti da Armando e Nancy, una gelosa amica di Camelia. Felice perché Nancy ha portato la sua morfina e la notizia di una cura per il cancro, Camelia decide di tornare alla sua vita precedente e delude Rafael, nonostante i piani che i due hanno per il matrimonio. Enrique, il fratello di Rafael, riconosce Camelia come la sua ex amante, per la quale è andato in prigione. Ubriaco, convince Camelia a lasciare Rafael; Camelia accetta la proposta di Enrique, e parte con lui, lasciando al compagno solo una lettera. Il tempo passa. Una Camelia gravemente ammalata va in Plaza Mexico per vedere il vittorioso Rafael, che sprezzante, le regala il toro. Quasi cieca, Camelia invita Rafael a cena; lui la bacia e le lancia i soldi in faccia. Più tardi, Camelia rappresenta nuovamente La Dame aux Camélias sul palcoscenico. Nel cabaret dove si trova con Nancy, Rafael riceve un messaggio da Del Real e va a teatro. Alla fine dello spettacolo, sale sul palco quando nota il fragile stato di salute di Camelia, che muore tra le sue braccia.

## Nominations
Il film ha ricevuto due nominations:
- Nomination al Leone d'oro come Miglior regia al Festival di Venezia 1954 per Roberto Gavaldòn[3]
- Nomination al Premio Ariel 1955 come Migliore attrice protagonista per María Félix